# Liptowski Peter
Liptowski Peter (słow. Liptovský Peter, węg. Szentpéter) – wieś (obec) na Słowacji położona w kraju żylińskim, w powiecie Liptowski Mikułasz. Leży w krainie historycznej Liptów. Pierwsze wzmianki o wsi pochodzą z 1286 roku. Nieopodal Liptowskiego Petera przebiega autostrada D1.